# Rock clássico

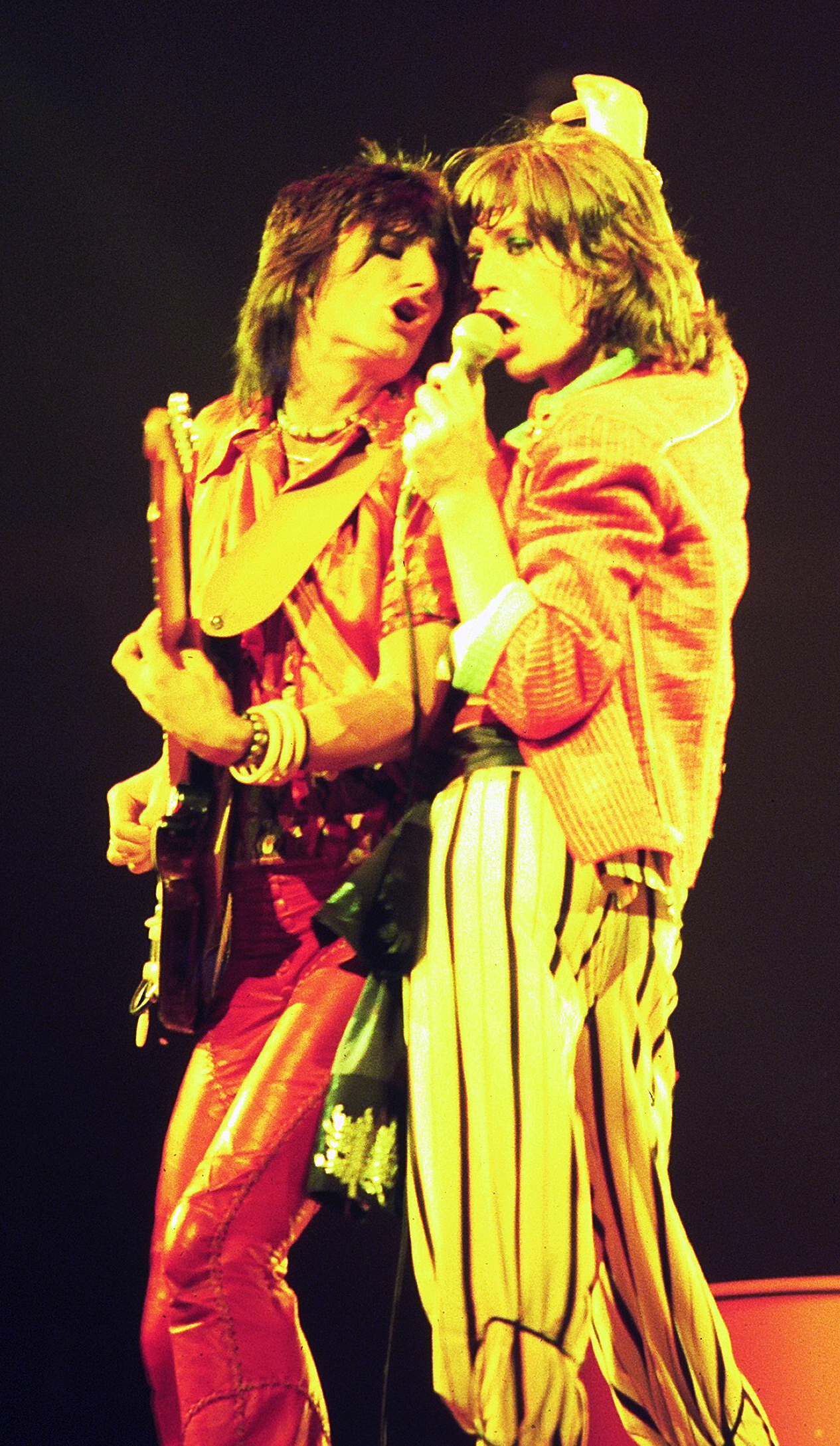
A banda Rolling Stones é um arquétipo do rock clássico

Rock clássico (classic rock em inglês) é uma definição dada a músicos de rock'n'roll considerados inovadores, surgidos principalmente entre o princípio da década de 1960 e final da década de 1970.
O termo foi criado por estações de rádio para definir a programação que evoluiu a partir do formato album-oriented rock no começo da década de 1980.
Embora não seja especificamente um estilo, geralmente serve de rótulo a bandas como Creedence Clearwater Revival, Beatles, Rolling Stones, The Who e Led Zeppelin, entre outras.